# شاسيري ناهيمانا
شاسيري ناهيمانا (5 أغسطس 1993 في بوروندي - ) هو لاعب كرة قدم بوروندي في مركز الوسط .
لعب سابقاً في فيتال أو ونادي رايون سبورتس ونادي نزوى ونادي المجزل ونادي الانتصار.

## روابط خارجية
- شاسيري ناهيمانا على موقع قاعدة بيانات كرة القدم.إي يو (الإنجليزية)
- شاسيري ناهيمانا على موقع ناشيونال فوتبول تيمز (الإنجليزية)
- شاسيري ناهيمانا على موقع Soccerway.com (الإنجليزية)